# Joseph Putz
Joseph Putz (Bruselas, 24 de abril de 1895 - Grussenheim, 28 de enero de 1945) fue un militar francés nacido en Bélgica, que alcanzó el grado de coronel y participó en la Primera y Segunda Guerra Mundial, y en la guerra civil española.

## Biografía
Fue llamado a filas durante la Primera Guerra Mundial y se incorporó al ejército francés en el arma de infantería como soldado. Tras participar en diferentes combates en la zona de Alsacia, se unió a la caballería en una unidad de blindados, con la que acabó la guerra con el grado de teniente. Abandonó el ejército y trabajó en el sindicato Confédération générale du travail unitaire (CGTU) dentro de la administración municipal.
Al estallar la Guerra Civil en España se unió en 1936 a las Brigadas Internacionales en defensa de la legalidad republicana. Estuvo encuadrado en la XIV Brigada Internacional, al mando del batallón Henri Barbusse un tiempo, para después comandar la brigada sustituyendo a Karol Swierczewski y con Aldo Morandi como jefe de Estado Mayor. Participaría en la batalla de Lopera, tercera batalla de la carretera de La Coruña y en la del Jarama, pasando en esta última a mandar la XIV Brigada Internacional. Lucha también en la ofensiva sobre Segovia.  Se trasladaría al frente Norte, donde fue comandante de la 1.ª División vasca en la defensa de Bilbao. Al mando de esta unidad mantendría una resistencia tenaz con graves pérdidas. Es ayudante de Walter, que está al frente de la 35.º División, durante la batalla de Teruel. Herido varias veces en combate y ascendido dentro de las Brigadas a teniente coronel, regresó a Francia para trasladarse finalmente a Argelia como funcionario municipal.
En su destino argelino le sorprendió la ocupación de Francia por la Alemania nazi. Movilizado con el grado de capitán, se incorporó a las unidades motorizadas francesas en el norte de África, el III Batallón del RMT, si bien la precipitada rendición de Francia le impidió combatir en esos primeros momentos. Con el desembarco aliado en el norte de África en 1942, junto con gaullistas y españoles republicanos en el exilio dirigió una compañía que ataca posiciones nazis en territorio marroquí. La compañía, convertida en batallón, continuó sus operaciones al año siguiente en Túnez, donde destacó en Djebel Driss y en Bizerta. Su batallón se integró ese año en el 3.º Batallón del Regimiento de Infantería del Chad, en el que es nombrado comandante, con posterioridad se incorporaría a la 2.ª División blindada del general Leclerc dentro de las fuerzas de la Francia Libre. En varias ocasiones tuvo bajo su responsabilidad a la 9.ª Compañía de la División, conocida como La Nueve, integrada mayoritariamente por refugiados españoles. Participó con su unidad en el desembarco de Normandía, destacando en sus acciones ofensivas en el bosque de Ecouves en agosto de 1944. Desfiló en la liberación de París para continar dentro de la división de Leclerc, ya con el grado de teniente coronel, la campaña militar con éxitos notables en los Vosgos y la liberación de Estrasburgo, falleciendo en combate en Grussenheim unos meses antes de acabar la guerra.